# Kissné Budai Rita
Kissné Budai Rita (Budapest, 1969. március 29. –) magyar művészettörténész, rektor.

## Életpályája
1987-ben érettségizett a budapesti József Attila Gimnáziumban. 1987–1992 között az Eötvös Loránd Tudományegyetem Bölcsészettudományi Kar művészettörténet-francia szakos hallgatója volt. 1991-ben Párizsban ösztöndíjjal művészettörténetet tanult. 1992–1993 között a Sorbonne művészettörténet tanszékén tanult, ahol DEA fokozatot szerzett. 1993-ban államvizsgát tett. 1993–1996 között részt vette az Eötvös Loránd Tudományegyetem Bölcsészettudományi Kar Művészettörténet Tanszéke által indított PhD képzésben. 2000-ben megvédte doktori értekezését. 
2001–2004 között az Országos Tudományos Kutatási Alapprogramok (OTKA) posztdoktori ösztöndíjasaként a Magyar Tudományos Akadémia Művészettörténeti Kutatóintézetének munkatársa volt. 2001–2008 között a Budai Rajziskolában óraadó volt; modern művészettörténetet tanított; 2005-től régi művészetet és ikonográfiát is oktatott. 2002–2003 között a Pázmány Péter Katolikus Egyetem Művészettörténet Tanszékén óraadó volt. 2005–2008 között a Moholy-Nagy Művészeti Egyetem Művészeti Menedzserképző Intézetében óraadó volt. 2007-ben a Pázmány Péter Katolikus Egyetemen tartott előadásokat.
2010-től a kalocsai Tomori Pál Főiskola bölcsészettudományi tanszékén főiskolai docensként oktat. 2011-től a Tomori Pál Főiskola budapesti kihelyezett tagozatán művészettörténetet tanít. 2013–2018 között a MOME Elméleti Intézetének Design- és Művészettörténeti Tanszékének egyetemi adjunktus volt. 2014–2017 között a Tomori Pál Főiskola Társadalom- és Bölcsészettudományi Tanszék vezetője volt. 2015-től a budapesti Ferenczy Család Művészeti Alapítvány kuratóriumának tagja. 2016-tól a törökbálinti Kultúra-043 Közalapítvány felügyelőbizottsági tagja. 2017-től a Tomori Pál Főiskola oktatási rektorhelyettese lett. 2018–2020 között a Tomori Pál Főiskola rektora volt. 2020-tól a MOME egyetemi adjunktusa.

## Díjai
- Szilárdffy Zoltán-díj (1993)
- Fülep Lajos-díj (1993)